# 航空士
航空士（こうくうし）は、航空従事者国家資格のうちの1つ。国土交通省管轄。

## 概要
航空機内で、現在位置・針路の測定や航法上のデータの算出などを行うのに必要な資格である。
一等と二等に分かれ、一等は位置、進路の測定、航法資料の算出の業務、二等は位置、進路の測定、航法資料の算出（天測以外）で、航法基準目標物地点間が1300kmを超えない範囲での業務を行う。
国家試験は年2回実施される（実施は国土交通省）。試験には一等が18歳以上、二等が17歳以上の年齢制限のほか、一定の飛行経歴が必要になる。飛行経歴については航空従事者を参照のこと。
なお「航空士」の英語、Navigatorを訳す際に「航法士」とされることが多く見受けられるが、日本における航空従事者の資格名としては誤訳であり正しくは「航空士」である。

## 試験科目

### 一等
- 学科

1. 空中航法知識
2. 気象知識
3. 通信知識
4. 工学知識
5. 法知識

- 実技

1. 推測航法
2. 無線航法
3. 天測航法

### 二等
- 学科

1. 空中航法知識
2. 気象知識
3. 通信知識
4. 工学知識
5. 法知識

- 実技

1. 推測航法
2. 天測航法